# القرية النموذجية (سيدي جابر)
القرية النموذجية هو دُوَّار يقع بجماعة سيدي جابر، إقليم بني ملال، جهة بني ملال خنيفرة في المملكة المغربية. ينتمي الدوّار لمشيخة سيدي جابر التي تضم 15 دوار. يقدر عدد سكانه بـ 2126 نسمة حسب الإحصاء الرسمي للسكان والسكنى لسنة 2004.

## روابط خارجية
- البوابة الوطنية للجماعات الترابية
- المندوبية السامية للتخطيط